# Mírová cena německých knihkupců

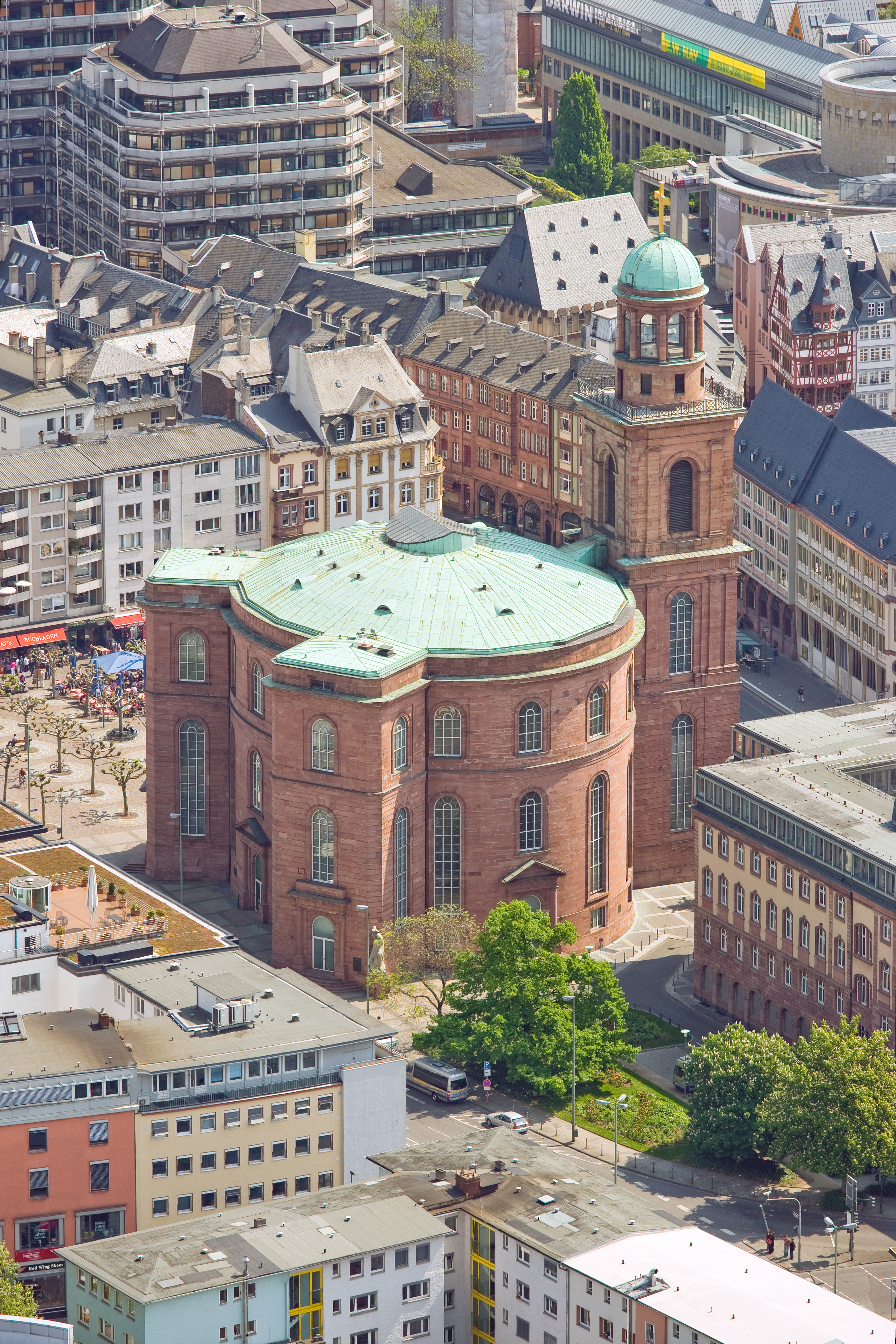
Paulskirche, místo udílení ceny

Mírová cena německých knihkupců (německy: Friedenspreis des Deutschen Buchhandels) je mezinárodní cena za mír udělovaná každoročně Německou asociací nakladatelů a knihkupců (Börsenverein des Deutschen Buchhandels) na Frankfurtském knižním veletrhu. Slavnostní předání cen se koná vždy v bývalém frankfurtském kostele Paulskirche, kde kdysi zasedal první německý parlament, Frankfurtský sněm. Cena se uděluje od roku 1950. Příjemce je odměněn částkou 25 000 eur. Ve svých stanovách se asociace "zavázala k míru, lidskosti a porozumění mezi všemi lidmi a národy světa." Cena podporuje tyto cíle tím, že oceňuje jednotlivce, kteří k těmto ideálům přispěli svou výjimečnou činností, zejména v oblasti literatury, vědy a umění. Jedinkrát v historii ceny ji získala instituce, a nikoli jedinec (Římský klub roku 1973). Cenu může dostat příslušník jakéhokoli státu. Ceremoniálu se tradičně účastní německý prezident a přední politické, kulturní a diplomatické osobnosti. Nositelem ceny je i jeden Čech: roku 1989 ji získal Václav Havel.

## Seznam nositelů
| Rok  | Laureát                                     | Země                   |
| 1950 | Max Tau                                     | Norsko                 |
| 1951 | Albert Schweitzer                           | Francie                |
| 1952 | Romano Guardini                             | Německo                |
| 1953 | Martin Buber                                | Izrael                 |
| 1954 | Carl Jacob Burckhardt                       | Švýcarsko              |
| 1955 | Hermann Hesse                               | Německo                |
| 1956 | Reinhold Schneider                          | Německo                |
| 1957 | Thornton Wilder                             | Spojené státy americké |
| 1958 | Karl Jaspers                                | Německo                |
| 1959 | Theodor Heuss                               | Německo                |
| 1960 | Victor Gollancz                             | Spojené království     |
| 1961 | Sarvepalli Rádhakrišnan                     | Indie                  |
| 1962 | Paul Tillich                                | Spojené státy americké |
| 1963 | Carl Friedrich von Weizsäcker               | Německo                |
| 1964 | Gabriel Marcel                              | Francie                |
| 1965 | Nelly Sachsová                              | Německo                |
| 1966 | Augustin Bea a Willem Adolf Visser ’t Hooft | Německo / Nizozemsko   |
| 1967 | Ernst Bloch                                 | Německo                |
| 1968 | Léopold Sédar Senghor                       | Senegal                |
| 1969 | Alexander Mitscherlich                      | Německo                |
| 1970 | Alva Myrdalová a Gunnar Myrdal              | Švédsko                |
| 1971 | Marion Dönhoffová                           | Německo                |
| 1972 | Janusz Korczak (posmrtně)                   | Polsko                 |
| 1973 | Římský klub                                 |                        |
| 1974 | Roger Schütz                                | Švýcarsko              |
| 1975 | Alfred Grosser                              | Německo                |
| 1976 | Max Frisch                                  | Švýcarsko              |
| 1977 | Leszek Kołakowski                           | Polsko                 |
| 1978 | Astrid Lindgrenová                          | Švédsko                |
| 1979 | Yehudi Menuhin                              | Spojené státy americké |
| 1980 | Ernesto Cardenal                            | Nikaragua              |
| 1981 | Lev Kopelev                                 | Sovětský svaz          |
| 1982 | George F. Kennan                            | Spojené státy americké |
| 1983 | Manès Sperber                               | Rakousko               |
| 1984 | Octavio Paz                                 | Mexiko                 |
| 1985 | Teddy Kollek                                | Izrael                 |
| 1986 | Władysław Bartoszewski                      | Polsko                 |
| 1987 | Hans Jonas                                  | Německo                |
| 1988 | Siegfried Lenz                              | Německo                |
| 1989 | Václav Havel                                | Československo         |
| 1990 | Karl Dedecius                               | Německo                |
| 1991 | György Konrád                               | Maďarsko               |
| 1992 | Amos Oz                                     | Izrael                 |
| 1993 | Friedrich Schorlemmer                       | Německo                |
| 1994 | Jorge Semprún                               | Španělsko              |
| 1995 | Annemarie Schimmelová                       | Německo                |
| 1996 | Mario Vargas Llosa                          | Peru                   |
| 1997 | Yaşar Kemal                                 | Turecko                |
| 1998 | Martin Walser                               | Německo                |
| 1999 | Fritz Stern                                 | Spojené státy americké |
| 2000 | Assia Djebarová                             | Alžírsko               |
| 2001 | Jürgen Habermas                             | Německo                |
| 2002 | Chinua Achebe                               | Nigérie                |
| 2003 | Susan Sontagová                             | Spojené státy americké |
| 2004 | Péter Esterházy                             | Maďarsko               |
| 2005 | Orhan Pamuk                                 | Turecko                |
| 2006 | Wolf Lepenies                               | Německo                |
| 2007 | Saul Friedländer                            | Izrael                 |
| 2008 | Anselm Kiefer                               | Německo                |
| 2009 | Claudio Magris                              | Itálie                 |
| 2010 | David Grossman                              | Izrael                 |
| 2011 | Boualem Sansal                              | Alžírsko               |
| 2012 | Liao I-wu                                   | Čína                   |
| 2013 | Světlana Alexijevičová                      | Bělorusko              |
| 2014 | Jaron Lanier                                | Spojené státy americké |
| 2015 | Navid Kermani                               | Německo                |
| 2016 | Carolin Emckeová                            | Německo                |
| 2017 | Margaret Atwoodová                          | Kanada                 |
| 2018 | Aleida Assmannová a Jan Assmann             | Německo                |
| 2019 | Sebastião Salgado                           | Brazílie               |
| 2020 | Amartya Sen                                 | Indie                  |
| 2021 | Tsitsi Dangarembgaová                       | Zimbabwe               |
| 2022 | Serhij Žadan                                | Ukrajina               |
| 2023 | Salman Rushdie                              | Spojené království     |
| 2024 | Anne Applebaumová                           | Spojené státy americké |